# Lou von Salomé
Lou von Salomé, nata Louise von Salomé, riportato anche Luíza Gustavovna Salomé (russo: Луиза Густавовна Саломе) o Lioulia von Salomé, nota dopo il matrimonio come Lou Andreas-Salomé (San Pietroburgo, 12 febbraio 1861 – Gottinga, 5 febbraio 1937), è stata una scrittrice, psicoanalista, biografa e memorialista tedesca di origine russa, tedesco-baltica e francese.
Fu la giovane e affascinante russa che Friedrich Nietzsche conobbe nel 1882 e che probabilmente lo ispirò a creare le prime due parti della sua opera più importante: Così parlò Zarathustra. Fu una delle prime donne a praticare la psicoanalisi.

## Biografia

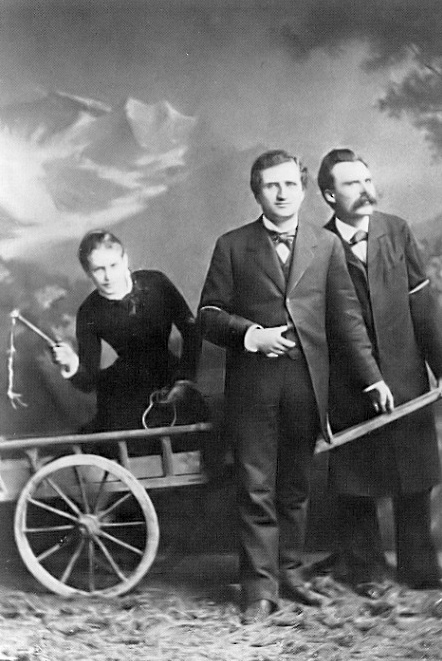
Paul Rée, Nietzsche e Lou Salome

Lou von Salomé nacque il 12 febbraio 1861 a San Pietroburgo nella famiglia di un generale russo, Gustav von Salomé. I von Salomé erano di origine tedesca-baltica, ma discendevano in origine da francesi ugonotti. Non corrispondono al vero quindi le dicerie dell'epoca nazista secondo cui la Salomé sarebbe stata di discendenza ebrea-finlandese.. Il palazzo dove abitavano i Salomé era la residenza ufficiale dello Stato Maggiore generale, proprio di fronte al Palazzo d'Inverno. Lou, unica femmina di sei figli, imparò presto in casa il francese e il tedesco e già a diciassette anni aveva ricevuto una formazione in filosofia, teologia e storia della religione, leggendo autori come Kant, Kierkegaard, Leibniz e Spinoza. Conosceva piuttosto bene la letteratura francese e tedesca.
Dopo la morte di Nietzsche, le prime due donne che pubblicarono una biografia su di lui furono la sorella del filosofo, Elisabeth Förster-Nietzsche, e Lou.
Nel 1882 Friedrich Nietzsche, trentottenne, conobbe a Roma nel salotto letterario di Malwida von Meysenbug, Lou von Salomè, che all'epoca aveva solo 21 anni, e le propose immediatamente di costruire una piccola comune intellettuale, una specie di "trinità" filosofica tra lei, Nietzsche e l'amico d'entrambi Paul Rée, di 32 anni. Nietzsche, innamorato della "giovane e affascinante russa", la chiese in sposa, ma lei rifiutò. Per molto la frequentò e reiterò le proposte, e questo rapporto resta praticamente l'unica relazione sentimentale con una donna della vita di Nietzsche.
Deluso nelle sue aspettative, ed entrato in una grande crisi depressiva, Nietzsche scrisse la prima parte del libro Così parlò Zarathustra e poi le successive. Elisabeth Förster-Nietzsche era gelosa di lei ma al contempo non tollerava che a volte ignorasse il fratello preferendo Rée, in tal modo aumentandone l'instabilità psichica. Inoltre Lou suscitò le attenzioni di Bernhard Förster, marito di Elisabeth, fanatico nazionalista antisemita, che sia Nietzsche che la cosmopolita Salomé detestavano, ma ciò aumentò una nuova e infondata gelosia nella sorella del filosofo. Anche la madre di Lou e quella di Nietzsche, Franziska, non vedevano di buon occhio un'eventuale unione. Alcuni chiamarono Lou la grande rivoluzione russa nella vita di Nietzsche. 
(Lou von Salomé, Friedrich Nietzsche (1894), Milano, SE Edizioni, 2009, pp. 21-22)
Nel 1887, rotti i rapporti con Nietzsche, sposò Carl Friedrich Andreas, il quale per convincerla tentò il suicidio piantandosi nel petto un pugnale; cambiò quindi il nome in Lou Andreas-Salomé; ne sarebbe rimasta moglie fino alla morte di lui nel 1930, ma il matrimonio non fu mai consumato per decisione comune (Lou accettò di sposarlo a patto che fosse un matrimonio bianco e aperto) e sfociò poco dopo in una separazione di fatto. Entrambi avevano relazioni sentimentali con altri, alla luce del sole.
La donna ebbe una lunga relazione sentimentale con il poeta Rainer Maria Rilke (probabilmente il suo vero amore, e con cui rimase in amicizia fino alla morte di Rilke nel 1926), elogiava particolarmente il padre della psicoanalisi Sigmund Freud (con cui ebbe una forte amicizia personale e intellettuale), ed era una profonda conoscitrice di Ibsen, Tolstoj, Turgenev, Wagner (giudicando noiosa la sua musica), e varie altre personalità. Dopo aver avuto la sua prima esperienza sessuale col citato ventiduenne Rilke a 36 anni (nonostante la sua fama di seduttrice), scrisse un libro che divenne un vero best seller nei paesi europei, Erotica, confluito poi nei saggi psicoanalitici La materia erotica (1887-1911).
Si interessò molto di psicoanalisi, e rimase a lungo in contatto con i circoli psicoanalitici e alcuni dei più noti psicoanalisti dell'epoca (tra cui Sándor Ferenczi e Viktor Tausk, con cui ebbe una relazione sentimentale). Infine divenne lei stessa una psicoanalista. Morì a 76 anni nel 1937, lasciando erede universale del patrimonio la figliastra Maria, figlia dell'amante omonima di Carl Andreas, una domestica che viveva in casa avendo una relazione col marito col pieno consenso della Salomé. Le sue carte furono invece lasciate ad un collaboratore.

### Von Salomé e la psicoanalisi
Nel 1884 von Salomé scrisse Nietzsche in seinen Werken (Nietzsche nelle sue opere), con l'intento di “spiegare il pensatore attraverso l’essere umano”, basandosi sulla sua conoscenza intima del testo e sulle sue esperienze personali con l’amico difficile. Anna Freud - con cui Salomé intrattenne un corposo scambio epistolare- disse più tardi che Lou Andreas-Salomé aveva anticipato la psicoanalisi con questa pubblicazione, che fu anche il primo libro su Nietzsche. Per le ricche metafore e frequenti neologismi fu soprannominata Die Dichterin der Psychoanalyse (la poetessa della psicoanalisi).
Lou incontrò personalmente Sigmund Freud nel settembre 1911, in occasione del 3º Congresso di Psicoanalisi tenutosi a Weimar. Secondo alcuni studiosi, essi avrebbero potuto essersi incontrati per la prima volta a Vienna già nella primavera del 1895. Il 25 ottobre 1912, Lou Andreas-Salomé arrivò a Vienna per studiare psicoanalisi. Per sei mesi partecipò alle lezioni del sabato di Freud in una clinica e alle riunioni a casa sua il mercoledì. La loro amicizia durò 25 anni ed è testimoniata da una fitta corrispondenza epistolare di 200 lettere.

## Nella cultura di massa

### Filmografia
Nel 1977 Liliana Cavani realizzò il film Al di là del bene e del male, dedicato alla sua figura.

### Teatro
Nel 1981 Giuseppe Sinopoli ha realizzato un'opera teatrale intitolata Lou Salomé, ispirata alle vicende di quest'ultima.

## Opere tradotte in italiano
- Il mito di una donna, Firenze-Rimini, Guaraldi, 1975.
- Anal und sexual e altri scritti psicoanalitici, Firenze-Rimini, Guaraldi, 1977.
- La materia erotica. Scritti di psicoanalisi, a cura di Jutta Prasse, Milano, Edizioni delle donne, 1979.
- Nietzsche. Una biografia intellettuale, Roma, Savelli, 1979.
- I miei anni con Freud. Diario 1912-1913, Roma, Universale tascabile Newton, 1980.
- Eros e conoscenza. Lettere 1912-1936, con Sigmund Freud, Torino, Boringhieri, 1983.
- Epistolario, con Rainer Maria Rilke, Milano, La tartaruga, 1984.
- Il mio ringraziamento a Freud; Tre lettere a un fanciullo, Torino, Boringhieri, 1984.
- L'erotismo. L'umano come donna, Milano, La tartaruga, 1985.
- Fenička; Dissolutezza, Roma, Lucarini, 1987.
- La casa, Roma, Lucarini, 1989.
- Rodinka. Un ricordo di Russia, Firenze, Giunti, 1992.
- Rainer M. Rilke. Un incontro, Milano, La tartaruga, 1992.
- Il tipo femmina, Milano, Mimesis, 1992.
- Riflessioni sull'amore, Roma, Editori riuniti, 1993.
- In Russia con Rainer, Torino, Bollati Boringhieri, 1994.
- Uno sguardo sulla mia vita, Milano, Bompiani, 1995.
- Figure di donne. Le figure femminili nei sei drammi familiari di Henrik Ibsen. Casa di bambola, Spettri, L'anitra selvatica, Rosmersholm, La donna del mare, Hedda Gabler, Milano, Iperborea, 1997.
- Triangolo di lettere. Carteggio di Friedrich Nietzsche, Lou von Salomé e Paul Rée, Milano, Adelphi, 1999.
- Una notte, a cura di Claudia Ciardi, Pistoia, Via del Vento edizioni, 2015.
- L'erotismo, Milano, VandA ePublishing, 2016 (formato e-book).
- L'umano come donna, Milano, VandA ePublishing, 2016 (formato e-book).
- Lungo il cammino, a cura di Claudia Ciardi, Pistoia, Via del Vento edizioni, 2016.
- Fiaba per il Natale, a cura di Alba Chiara Amadu, Genova, Il melangolo, 2016.
- Lottando per D-Io. Romanzo filosofico, a cura di Vincenzo Pinto, Torino, Free Ebrei, 2021.
- Ruth. Racconto, a cura di Vincenzo Pinto, Torino, Free Ebrei, 2021.
- D'anima straniera. Una storia di tardo autunno, a cura di Vincenzo Pinto, Torino, Free Ebrei, 2021.
- Ma'. Un ritratto, a cura di Vincenzo Pinto, Torino, Free Ebrei, 2021.
- Transizione. Storie della vita interiore di cinque ragazze adolescenti, a cura di Vincenzo Pinto, Torino, Free Ebrei, 2021.
- Amatissime, a cura di Paola Del Zoppo, Firenze, Le Lettere, 2022 (Collana Gli specchi di Antigone)